# Gaëlle Nayo-Ketchanke
Gaëlle Nayo-Ketchanke (Douala, 20 aprile 1988) è una sollevatrice francese.
Ha partecipato ai Giochi olimpici estivi di Rio de Janeiro 2016 e Tokyo 2020.

## Palmarès
| Anno                                    | Luogo                           | Categoria                       | Strappo (kg)                    | Strappo (kg)                    | Strappo (kg)                    | Strappo (kg)                    | Slancio (kg)                    | Slancio (kg)                    | Slancio (kg)                    | Slancio (kg)                    | Totale                          | Pos.                            |
| Anno                                    | Luogo                           | Categoria                       | 1                               | 2                               | 3                               | Pos.                            | 1                               | 2                               | 3                               | Pos                             | Totale                          | Pos.                            |
| In rappresentanza della Francia         | In rappresentanza della Francia | In rappresentanza della Francia | In rappresentanza della Francia | In rappresentanza della Francia | In rappresentanza della Francia | In rappresentanza della Francia | In rappresentanza della Francia | In rappresentanza della Francia | In rappresentanza della Francia | In rappresentanza della Francia | In rappresentanza della Francia | In rappresentanza della Francia |
| Giochi olimpici                         | Giochi olimpici                 | Giochi olimpici                 | Giochi olimpici                 | Giochi olimpici                 | Giochi olimpici                 | Giochi olimpici                 | Giochi olimpici                 | Giochi olimpici                 | Giochi olimpici                 | Giochi olimpici                 | Giochi olimpici                 | Giochi olimpici                 |
| --------------------------------------- | ------------------------------- | ------------------------------- | ------------------------------- | ------------------------------- | ------------------------------- | ------------------------------- | ------------------------------- | ------------------------------- | ------------------------------- | ------------------------------- | ------------------------------- | ------------------------------- |
| 2021                                    | Tokyo                           | 87 kg                           | 103                             | 106                             | 108                             | 7                               | 135                             | 139                             | 145                             | 5                               | 247                             | 5                               |
| 2016                                    | Rio de Janeiro                  | 75 kg                           | 102                             | 107                             | 107                             | 8                               | 132                             | 135                             | 140                             | 5                               | 237                             | 8                               |
| Mondiali                                |                                 |                                 |                                 |                                 |                                 |                                 |                                 |                                 |                                 |                                 |                                 |                                 |
| 2019                                    | Pattaya                         | 81 kg                           | 85                              | 90                              | 95                              | 14                              | 120                             | 125                             | 130                             | 8                               | 225                             | 11                              |
| 2018                                    | Ashgabat                        | 76 kg                           | 101                             | 105                             | 107                             | 6                               | 130                             | 136                             | 138                             | 6                               | 243                             | 6                               |
| 2017                                    | Anaheim                         | 75 kg                           | 100                             | 103                             | 105                             | 6                               | 131                             | 134                             | 138                             | Argento                         | 237                             | Bronzo                          |
| 2015                                    | Houston                         | 75 kg                           | 105                             | 108                             | 109                             | 6                               | 135                             | 135                             | 138                             | 8                               | 244                             | 8                               |
| 2014                                    | Almaty                          | 75 kg                           | 100                             | 104                             | 107                             | 8                               | 125                             | 131                             | 131                             | 8                               | 238                             | 7                               |
| Campionati europei di sollevamento pesi |                                 |                                 |                                 |                                 |                                 |                                 |                                 |                                 |                                 |                                 |                                 |                                 |
| 2021                                    | Mosca                           | 81 kg                           | 96                              | 100                             | 100                             | 4                               | 126                             | 131                             | 131                             | Oro                             | 231                             | Argento                         |
| 2019                                    | Batumi                          | 76 kg                           | 103                             | 106                             | 107                             | Bronzo                          | —                               | —                               | —                               | —                               | —                               | —                               |
| 2018                                    | Bucarest                        | 75 kg                           | 98                              | 101                             | 103                             | Argento                         | 126                             | 131                             | 136                             | Argento                         | 234                             | Argento                         |
| 2016                                    | Førde                           | 75 kg                           | 102                             | 107                             | 110                             | Argento                         | 132                             | 140                             | 140                             | Argento                         | 242                             | Argento                         |
| 2015                                    | Tbilisi                         | 75 kg                           | 105                             | 108                             | 111                             | Bronzo                          | 132                             | 137                             | 142                             | Argento                         | 248                             | Argento                         |
| Representing Camerun                    |                                 |                                 |                                 |                                 |                                 |                                 |                                 |                                 |                                 |                                 |                                 |                                 |
| Mondiali                                |                                 |                                 |                                 |                                 |                                 |                                 |                                 |                                 |                                 |                                 |                                 |                                 |
| 2011                                    | Parigi                          | 69 kg                           | 100                             | 103                             | 103                             | 14                              | —                               | —                               | —                               | —                               | —                               | —                               |
| Campionati africani                     |                                 |                                 |                                 |                                 |                                 |                                 |                                 |                                 |                                 |                                 |                                 |                                 |
| 2008                                    | Strand                          | 69 kg                           | 80                              | 85                              | 85                              | 5                               | 110                             | 112                             | 115                             | 2                               | 200                             | Bronzo                          |
| Giochi africani                         |                                 |                                 |                                 |                                 |                                 |                                 |                                 |                                 |                                 |                                 |                                 |                                 |
| 2007                                    | Algeri                          | 69 kg                           | 80                              | 83                              | 87                              | 4                               | 100                             | 105                             | 110                             | 4                               | 188                             | 4                               |
| Giochi del Commonwealth                 |                                 |                                 |                                 |                                 |                                 |                                 |                                 |                                 |                                 |                                 |                                 |                                 |
| 2006                                    | Melbourne                       | 63 kg                           | 72                              | 75                              | 78                              | 5                               | 95                              | 95                              | 95                              | 4                               | 170                             | 5                               |